# Rkang-gling

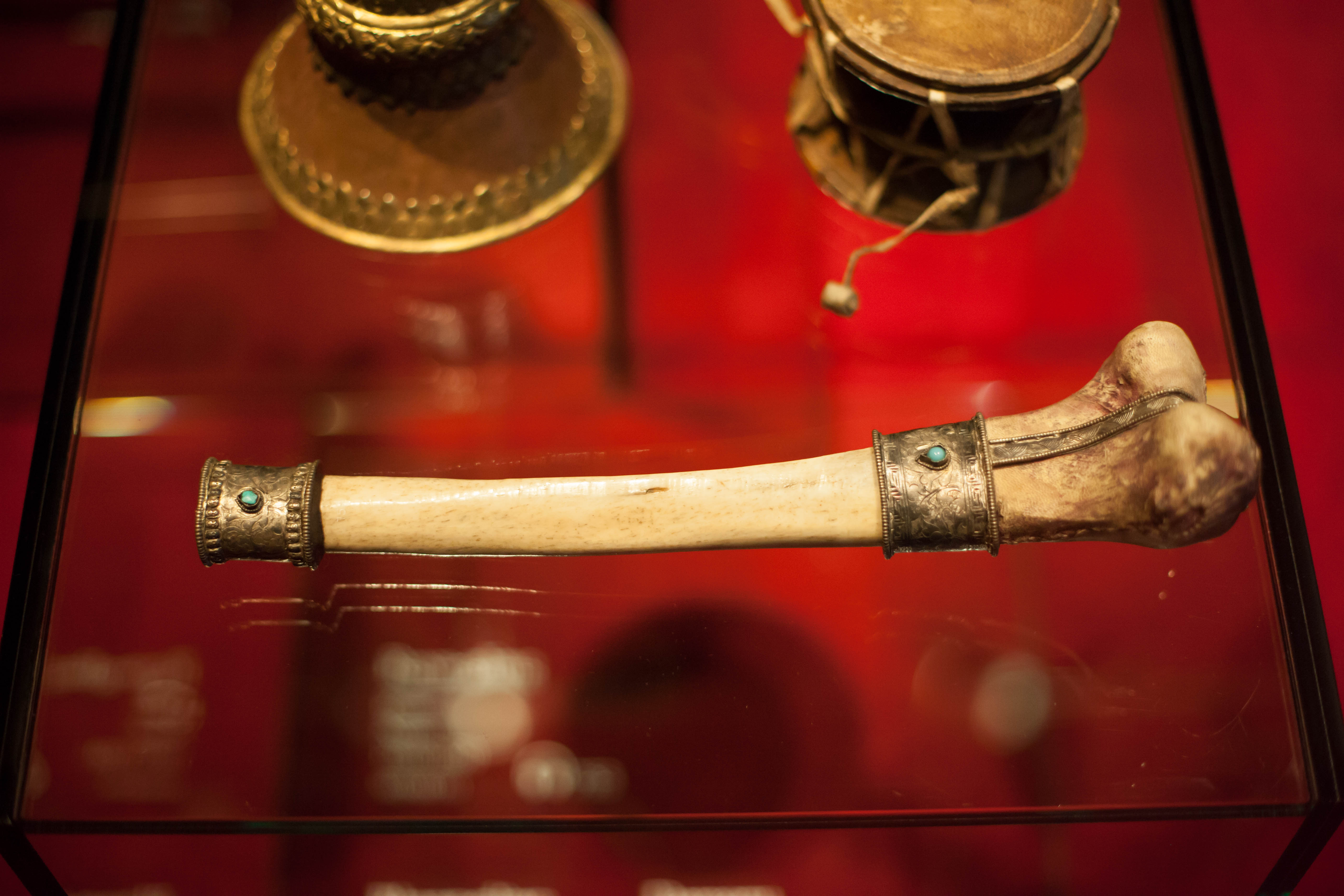
En rkang-gling

Rkang-gling är en trumpet gjord av ett mänskligt lårben som används inom tantriska tibetanska buddhistiska ritualer. Trumpeten hålls oftast i vänster hand, och dess ljud anses glädja ilskna manifestationer av gudar, och skrämma iväg ondsinta varelser. Ett fåtal tibetanska buddhistiska gudar avbildas med trumpeten, i dessa fall representerar trumpeten gudarnas makt i de tre världarna (världen av begär - där människovärlden ingår, världen av form, och den formlösa världen).
Effektiviteten i trumpeten anses bero på från vem benet kommer ifrån. Det mest effektiva anses vara det vänstra lårbenet från en sextonårig brahminflicka. Därefter höger lårben från en sextonårig braminpojke, ett lårben från någon som blivit mördad, ett lårben från någon som dött i en olycka eller av ett vapen, och till sist ett lårben från någon som dött av en hemsk sjukdom. Lårben från de som dött av naturliga orsaker, såsom ålder, anses vara värdelösa. Lårben från tigrar har även använts, då de tros innehålla tigrarnas styrka.